# Wadim Szabalin
Wadim Iwanowicz Szabalin (ros. Вадим Иванович Шабалин, ur. 26 maja 1931 w Arbażu w obwodzie kirowskim) – radziecki dyplomata.

## Życiorys
Dzieciństwo spędził w Kotielniczu, a młodość w Rydze, gdzie skończył szkołę. W 1954 ukończył studia na Wydziale Ekonomicznym Moskiewskiego Uniwersytetu Państwowego, później był aspirantem na tym uniwersytecie, a od 1961 pracował w Ministerstwie Spraw Zagranicznych ZSRR. Pracownik Ambasady ZSRR w Chinach, później w Wydziale Międzynarodowym KC KPZR. Od 23 grudnia 1985 do 12 listopada 1987 ambasador nadzwyczajny i pełnomocny ZSRR na Filipinach, od 22 sierpnia 1990 do 22 kwietnia 1992 ambasador ZSRR/Rosji w Birmie. Autor wielu książek i broszur.

## Odznaczenia
- Order Przyjaźni Narodów (1981)
- Order „Znak Honoru” (dwukrotnie – 1961 i 1971)
- Medal „Za pracowniczą wybitność” (1966)
- Medal 100-lecia urodzin Lenina